# Terrorangrebet i Stockholm 2010
Terrorangrebet i Stockholm den 11. december 2010 var to bombeeksplosioner i det centrale Stockholm ved Drottninggatan om eftermiddagen.
De svenske myndigheder anser eksplosionerne som terror-relaterede.
Efter alt at dømme er der tale om den første selvmordsbomber i Norden.

## Bomberne
Den første eksplosion indtraf på hjørnet af Olof Palmes Gata og Drottninggatan ikke langt fra hvor den svenske statsminister Olof Palme blev myrdet.
En bil af mærket Audi 80 Avant var parkeret ved Olof Palmes gata 13 og eksploderede omkring klokken 16:50.
Bilen indeholdt flere gasflasker. Den store eksplosion blev efterfulgt i minutterne efter af flere mindre brag.
Den anden bombe sprængtes i Drottningatans sidegade Bryggargatan klokken 17:02 et par hundrede meter fra den første bombe.
Manden der bar bomben døde og to personer blev lettere såret.
En taske lå ved siden af den døde mand, og en bomberobot (en rullemarie) blev ved 19-tiden sendt frem mod manden. Ved 20-tiden kørtes tasken bort, mens manden stadig lå på gaden.
Røntgen-billede fra robotten viste at tasken indeholdte en stor mængde søm og et ukendt emne som kunne være et sprængstof.
Manden havde seks seriekoblede rørbomber på sig men kun den ene detonerede.
Ifølge rapporter skal manden have sprængt sig selv ihjel.
Den 11. december var en lørdag hvor Drottningatan var fuld af julehandlende.

## Trussel i email
Ti minutter før eksplosionerne modtog nyhedsbureauet TT og den svenske efterretningstjeneste, Säpo, en email hvor man henviser til Lars Vilks' tegning af profeten Muhammed og de svenske soldater i Afghanistan.
I emailen står
| Citat | Våra aktioner kommer att prata för sig själva. Så länge ni inte slutar ert krig mot islam och förnedrande mot profeten och ert dumma support till grisen Vilks | Citat |
|       | |       |

Emailen afsluttes med en opfordring til "alla mujahedin i Europa och Sverige":
| Citat | Nu är det dags att slå till, vänta inte längre. Kom fram med vad än ni har även om det är en kniv och jag vet att ni har mer än en kniv att komma med. Frukta ingen, frukta inget fängelse, frukta inte döden. | Citat |
|       | |       |

Emailen indholdt også en lydfil med indtaling.
Hos Säpo lå emailen i længere tid og blev først læst senere lørdag aften.

## Reaktioner
Over midnat skrev Sveriges udenrigsminister Carl Bildt på Twitter:
| „ | Most worrying attempt at terrorist attack in crowded part of central Stockholm. Failed - but could have been truly catastrophic.. | “ |

Den svenske terrorekspert Magnus Ranstorp udtalte den 12. december at bombemanden næppe var alene om aktionen og sagde "det er ekstremt urovækkende, at noget sådant sker her".
Sammen dag udtalte dog Abd al Haqq Kielan, imamog ordfører i Svensk islamisk samling, at han troede at gerningen udførtes af en isoleret ung mand.
Kielan udtalte blandt andet også:
| „ | Dem det skadar allra mest är oss muslimer. Det ger en fullständigt felaktig bild av vad islam handlar om. Islam är en civiliserad religion, de här sakerna får det att framstå som om muslimer är barbariska och grymma. Men de här personerna gör saker som uttryckligen förbjuds i vår religion. | “ |

På et pressemøde den 12. december 2010 kaldte Sveriges statsminister, Fredrik Reinfeldt "det helt uacceptabelt at hændelser, som dem der indtraf i Stockholm i går, sker i et åbent samfund".
Den danske udenrigsminister Lene Espersen udtalte den 12. december:
| „ | Bombesprængningerne i hjertet af den svenske hovedstad i går krævede heldigvis ikke uskyldige menneskeliv. Men bomberne viser, at der desværre i vores nærhed findes kræfter, der forsøger at true og undergrave vores vestlige livsform og værdier med bomber og vold. Det skal aldrig lykkes dem. | “ |

## Bombemanden
Bombemanden blev beskrevet som værende i 30-årsalderen af en kilde,
mens Pascal, vidnet der ankom først til bombemanden, beskrev ham som 25-26 årig.
Det tyske Spiegel oplyste den 12. december som en af de først medier at bombemanden var en ung iraker.
Aftonbladet omtalte ham som 28-årig og boende i en lejlighed i en lille by i Sverige.
Ejeren af den eksploderede Audi skal have Al-Qaidas flag og martyrvideoer liggende på sin Facebook-side og skal i slutningen af november have skrevet på siden:
| Citat | Gud, tag mit liv, når du er tilfreds med mig. Gud, giv mig ærlighedens ord og handlinger. Gud, jeg tilegner dig alle mine handlinger. Gud, hold mig væk fra falskhed. | Citat |
|       | |       |

I løbet af søndagen angav blogs en uofficiel identifikation af bilejeren med link til hans Facebook-profil og Muslima-profil, flere billeder og den præcise adresse.
En erindringsprofil på Facebook blev også oprettet.
Officielle medier undlod dog at identificere ham nærmere da han ifølge politiet ikke var endeligt identificeret.
Senere blev han dog identificeret som Taimour Abdulwahab al-Abdaly, en 28-årig svensk-iraker.
På Muslima dating-hjemmesiden hedder det at han flyttede til Sverige i 1992, blev gift i 2004 og har to piger.
Han skriver at han søger endnu en ægtefælle.

## Efterforskning
En walkie-talkie blev fundet ved den døde mand, hvilket kunne tyde på at han ikke arbejdede alene.
Da den formodede gerningsmand havde boet i England blev også britisk politi inddraget i efterforskningen.
De ransagede en ejendom i Luton.
Amerikanske eksperter fra FBI rejste til Stockholm for at undersøge resterne af bombemandens rygsæk.